# António Augusto de Sousa
António Augusto de Sousa (Alijó, Sanfins do Douro, Cheires, 10 de Dezembro de 1883 - ?) foi um colonialista português.

## Biografia
De 1893 a 1901 tirou o curso secundário no Liceu de Lamego e no Liceu do Porto. De 1902-1903 a 1907-1908 tirou o curso de Bacharel em Direito na Faculdade de Direito da Universidade de Coimbra.
De 18 de Janeiro de 1911 a 19 de Maio de 1919 exerceu o cargo de Oficial do Registo Civil do Concelho da Lousã, onde foi também, durante alguns anos, Substituto do Juiz de Direito da Comarca. De 20 de Maio de 1919 a 13 de Fevereiro de 1921 exerceu o cargo de Oficial do Registo Civil do Concelho de Santa Comba Dão.
Passou então a servir no ultramar, e de 14 de Fevereiro de 1921 a 3 de Julho de 1934 exerceu o cargo de Secretário-Geral do Governo da Província de Cabo Verde. De 7 de Fevereiro de 1935 a 10 de Janeiro de 1938 exerceu o de Director dos Serviços de Administração Civil da Província de Timor, para que havia sido nomeado a 4 de Julho de 1934. De 6 de Maio de 1938 a 24 de Julho de 1939 foi Intendente do Distrito de Cuanza Norte, da Província de Luanda, em Angola, para que havia sido nomeado por Portaria de 11 de Janeiro de 1938. Por Portaria de 24 de Julho de 1939 foi promovido a Inspector Administrativo e colocado no Ministério do Ultramar, como Adjunto, prestando serviço na Inspecção Superior da Administração do Ultramar. Por Portaria de 28 de Maio de 1941 foi transferido para a Província de São Tomé e Príncipe e nomeado Curador dos Serviçais Indígenas, tendo tomado posse desse cargo a 25 de Julho de 1941. De Setembro de 1945 a Março de 1946 desempenhou as funções de Encarregado do Governo daquela Província. Dada por finda a Comissão de Serviço de Curador dos Serviçais Indígenas, regressou ao seu antigo lugar de Inspector Administrativo no Ministério do Ultramar. Em 1948 inspeccionou os Serviços da Província de Cabo Verde.
Foi aposentado a 10 de Dezembro de 1948.